# HORTA (mineria)
HORTA és una tecnologia de posicionament geogràfic subterrània utilitzada en la indústria minera i que és utilitzat per a la mineria espacial extraterrestre. La tecnologia utilitza un giroscopi i un acceleròmetre, tots dos anomenats sistema de navegació inercial o INS, per ajudar en la determinació de la posició 3D.
Va ser desenvolupat per la companyia minera canadenca Inco a finals dels anys noranta del segle XX sobre la base d'una tecnologia anterior que s'havia desenvolupat originalment per a le Forces Armades dels EUA. Proporciona una solució automatitzada per al problema del posicionament i la localització en mines subterrànies.
El terme és un retroacrònim de l'Horta de Star Trek.
Com que Inco empra el terme, HORTA i significa Honeywell Ore Retrieval and Tunneling Aid.
Un vehicle miner "muntat amb HORTA, pot fer una inspecció molt més ràpida i precisa que les inspeccions manuals. El camió triga 120 minuts per mesurar uns 1,6 km de longitud de desviació, registrant 1.500 punts cada 60 cm. Això es compara amb una inspecció manual de la mateixa distància que triga 180 hores, i registra només cinc punts cada 6 m. Els beneficis addicionals d'un estudi tan detallat seria permetre als enginyers dissenyar sistemes de ventilació més eficaços, o per revisar regularment l'estabilitat del terreny."
Les unitats HORTA es poden instal·lar a tots els equips subterranis mòbils, inclosos els trepants, de manera que la seva posició es pot determinar amb una precisió tècnica acceptable.